# Relações internacionais do Brasil
As relações internacionais do Brasil são fundamentadas no artigo 4.º da Constituição Federal de 1988, que determina, no relacionamento do Brasil com outros países e organismos multilaterais, os princípios da não-intervenção, da autodeterminação dos povos, da cooperação internacional e da solução pacífica de conflitos. Ainda segundo a Constituição Federal de 1988, a política externa é de competência privativa do Poder Executivo federal, cabendo ao Legislativo federal as tarefas de aprovação de tratados internacionais e dos embaixadores designados pelo Presidente da República.
O Ministério das Relações Exteriores (MRE), também conhecido como Itamaraty, é o órgão do poder executivo responsável pelo assessoramento do Presidente da República na formulação, desempenho e acompanhamento das relações do Brasil com outros países e organismos internacionais. A atuação do Itamaraty cobre as vertentes política, comercial, econômica, financeira, cultural e consular das relações externas, áreas nas quais exerce as tarefas clássicas da diplomacia: representar, informar e negociar.
As prioridades da política externa são estabelecidas pelo Presidente da República. Anualmente, durante a Assembleia Geral das Nações Unidas, em Nova Iorque, geralmente no mês de setembro, o Presidente da República, ou o Ministro das Relações Exteriores, faz um discurso onde são apresentados, ou reiterados, os temas de maior relevância para o governo brasileiro. Ao longo das últimas duas décadas, o Brasil tem dado ênfase à integração regional (em que se destacam dois processos basilares, o do Mercosul e o da ex-Comunidade Sul-Americana de Nações, atual Unasul); às negociações de comércio exterior em plano multilateral (Rodada de Doha, Organização Mundial de Comércio, solução de contenciosos em áreas específicas, como algodão, açúcar, gasolina, exportação de aviões); à expansão da presença brasileira na África, Ásia, Caribe e Leste Europeu, por meio da abertura de novas representações diplomáticas (nos últimos seis anos foram instaladas Embaixadas em 18 países); à reforma do Conselho de Segurança das Nações Unidas, cujo formato e composição o governo brasileiro considera anacrônicos e injustos (o Brasil deseja ser incluído, juntamente com a Índia, Japão e Alemanha, no grupo de países com assento permanente no Conselho, atualmente limitado a cinco: Estados Unidos, Rússia, China, França e Reino Unido).

## Política externa

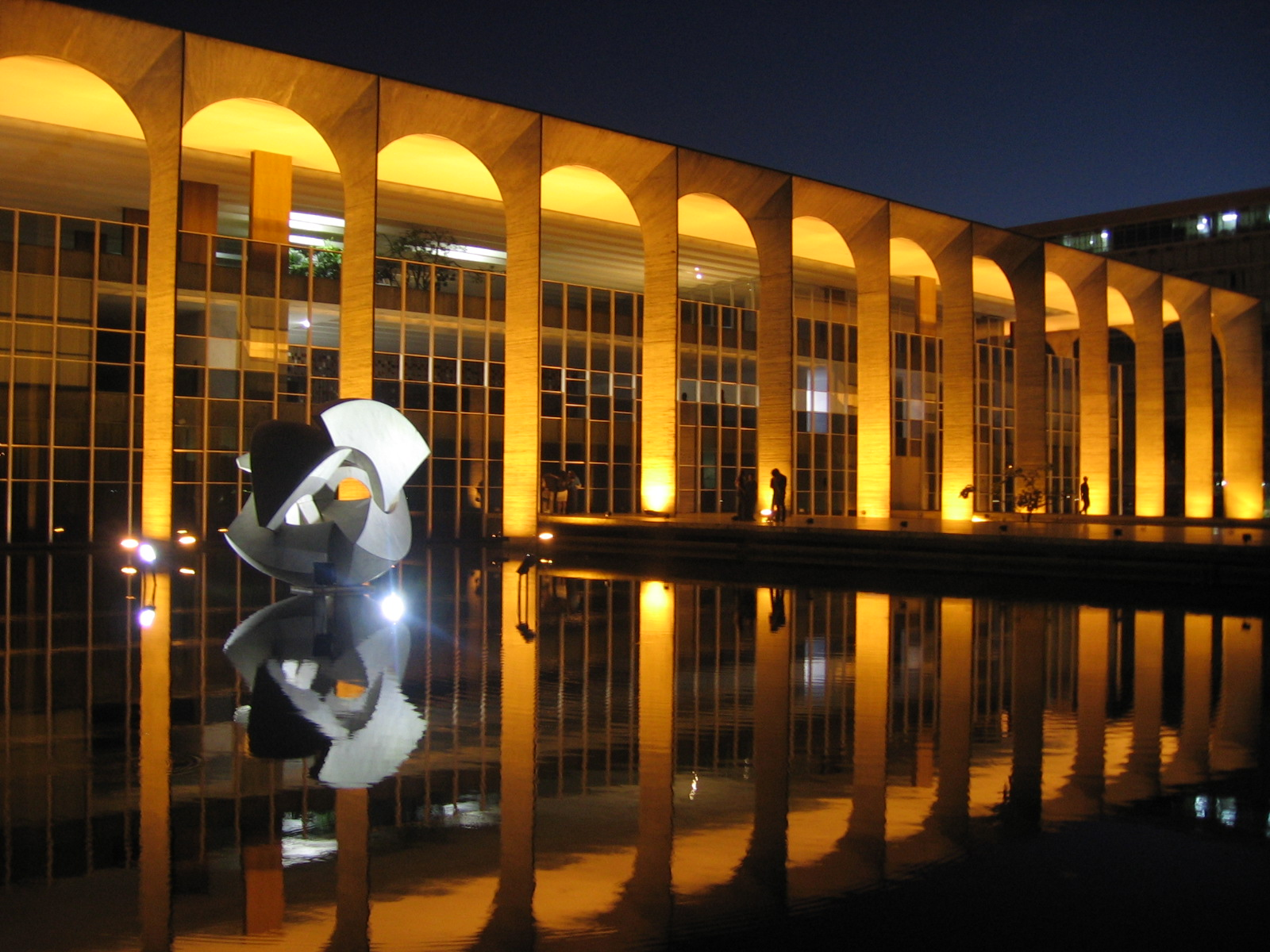
Escultura Meteoro no espelho d'água localizado em frente ao Palácio Itamaraty, em Brasília, a sede do Ministério das Relações Exteriores

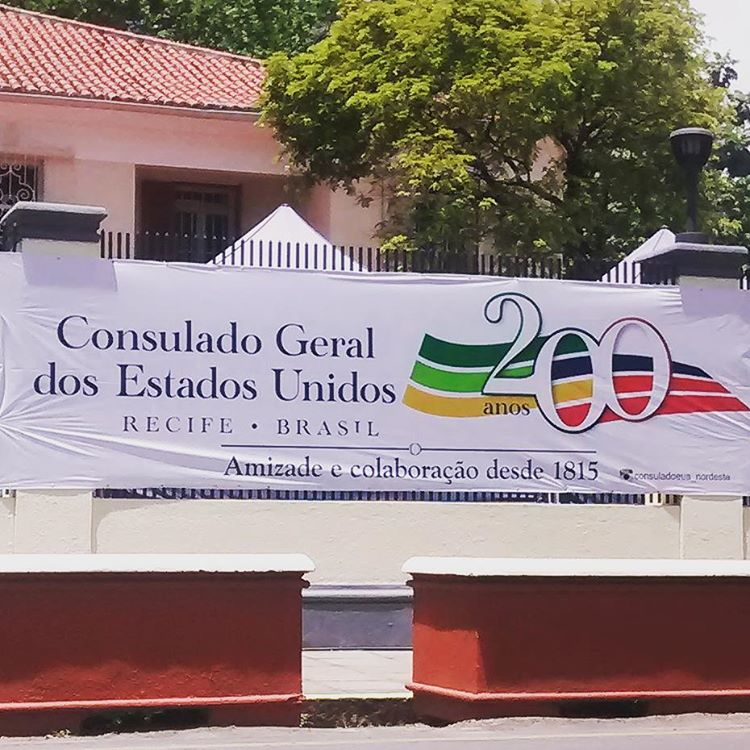
O Consulado-Geral dos Estados Unidos no Recife, de 1815, é a representação diplomática mais antiga do Brasil, e o primeiro consulado estadunidense estabelecido no Hemisfério Sul.

A política externa do Brasil reflete a posição do país como potência emergente, detentor de amplo território, de economia pujante (sétima maior do mundo, em 2012), de vastos recursos naturais e grande população e biodiversidade. Por tais características, a presença do país tem sido recorrente nas negociações de acordos internacionais relativos a temas como desenvolvimento sustentável, comércio internacional (Rodada de Doha), combate à pobreza e reforma de instituições multilaterais como Nações Unidas e Fundo Monetário Internacional, entre outros.  A política externa brasileira tem sido geralmente baseada nos princípios do multilateralismo, na pacífica solução de controvérsias e na não-intervenção nos assuntos de outros países. O Brasil se engaja na diplomacia multilateral por meio da Organização dos Estados Americanos (OEA) e das Nações Unidas, e tem aumentado seus laços com os países em desenvolvimento da África e da Ásia. O país foi líder de uma força multinacional de estabilização da ONU no Haiti, a MINUSTAH. Em vez de perseguir prerrogativas unilaterais, a política externa brasileira tende a enfatizar a integração regional, primeiro através do Mercado Comum do Sul (Mercosul) e, mais recentemente, da União de Nações Sul-Americanas (UNASUL). O Brasil também está empenhado na cooperação com outras nações de língua portuguesa, através de acordos e colaborações com o resto do mundo lusófono, em vários domínios que incluem a cooperação militar, ajuda financeira e o intercâmbio cultural. Isto é feito no âmbito da Comunidade dos Países de Língua Portuguesa (CPLP), por exemplo. Por fim, o Brasil também está fortemente empenhado no desenvolvimento e na restauração da paz no Timor-Leste, onde o país tem uma influência muito poderosa.
Os empreendimentos políticos, empresariais e militares do Brasil são complementados pela política comercial do país. No Brasil, o Ministério das Relações Exteriores continua a dominar a política comercial, fazendo com que os interesses comerciais brasileiros possam ser usados, às vezes, no objetivo maior da política externa do país, ou seja, aumentar a influência do Brasil na América Latina e no mundo. Por exemplo, a celebração de acordos comerciais significativos com países desenvolvidos (como os Estados Unidos e a União Europeia) provavelmente seria benéfica para os interesses econômicos de longo prazo do Brasil, no entanto, o governo brasileiro tem priorizado seu papel de liderança dentro dos laços comerciais do Mercosul e ampliado sua presença econômica em países da África, Ásia e Oriente Médio.
A diplomacia soft power do Brasil envolve estratégias institucionais, tais como a formação de coalizões diplomáticas para restringir o poder das grandes potências já estabelecidas. Nos últimos anos, tem dado prioridade em estabelecer um diálogo político com outros atores globais estratégicos como a Índia, Rússia, China e África do Sul através da participação em grupos internacionais, como BASIC, IBAS e BRICS. Os países BRIC têm sido os pioneiros mais poderosos na mudança incremental na diplomacia mundial e os que mais se beneficiaram das mudanças de poder no planeta.

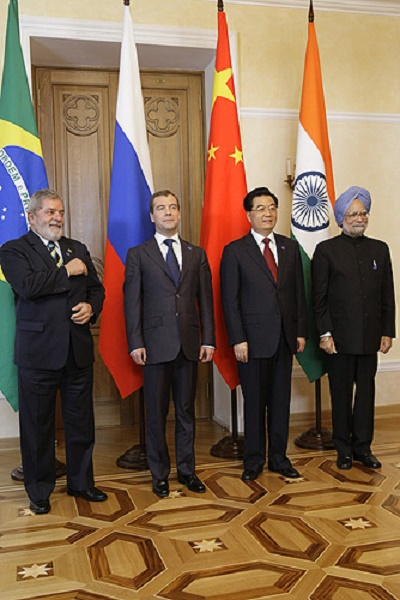
Líderes dos BRICs (Brasil, Rússia, Índia e China) durante a primeira cúpula do grupo, em 2009.

### Governo Lula
A política externa brasileira sob a administração de Luiz Inácio Lula da Silva foi focada na seguintes diretrizes: contribuir para a busca de um maior equilíbrio e atenuação do unilateralismo; fortalecer as relações bilaterais e multilaterais, a fim de aumentar o peso do país nas negociações políticas e econômicas em um nível internacional; aprofundar as relações de modo a beneficiar-se de um maior intercâmbio econômico, financeiro, tecnológico e cultural; evitar acordos que possam comprometer o desenvolvimento a longo prazo.
Estas diretivas implicitamente enfatizavam: a busca de coordenação política com países emergentes e em desenvolvimento, especialmente Índia, Rússia, China e África do Sul; a criação da União de Nações Sul-Americanas e de seus órgãos derivados, como o Conselho de Defesa Sul-Americano; fortalecimento do Mercosul; projeção na Rodada de Doha e na Organização Mundial do Comércio (OMC); manutenção das relações com os países desenvolvidos, incluindo os Estados Unidos; empreender e estreitar das relações com países africanos; fazer campanha para a reforma do Conselho de Segurança das Nações Unidas e por um assento permanente para o Brasil; e defesa dos objetivos sociais permitindo um maior equilíbrio entre os Estados e as populações.

### Governo Rousseff
A política externa sob a administração de Dilma Rousseff procurou aprofundar o domínio comercial do Brasil na região e da diplomacia, expandir a presença do Brasil na África e desempenhar um papel importante no G20 sobre a mudança climática e em outros contextos multilaterais. Porém, verifica-se que em seu governo o Brasil vem perdendo força diplomática, principalmente quando comparado com o Governo Lula e FHC.
Nas Nações Unidas, o Brasil continuou se opondo à sanções econômicas e intervenções militares estrangeiras, enquanto buscou angariar apoio para um assento permanente no Conselho de Segurança. A cooperação com outras potências emergentes continua a ser uma prioridade na estratégia diplomática global do Brasil. Sobre a resolução recente de intervenção militar na Líbia, o Brasil juntou-se aos outros BRICS no Conselho e se absteve. No anteprojeto de resolução condenando a violência na Síria, o Brasil trabalhou com a Índia e a África do Sul para tentar colmatar o fosso entre as potências ocidentais e a Rússia e a China.

### Governo Bolsonaro
A política externa do presidente Jair Bolsonaro (2019–2022) foi, a princípio, um alinhamento automático com os Estados Unidos, na época governado pelo republicano, Donald Trump. Bolsonaro chegou a quebrar a neutralidade do Brasil quando disse que "o Brasil não poderia se omitir" em relação à crise entre os Estados Unidos e o Irã em janeiro de 2020.

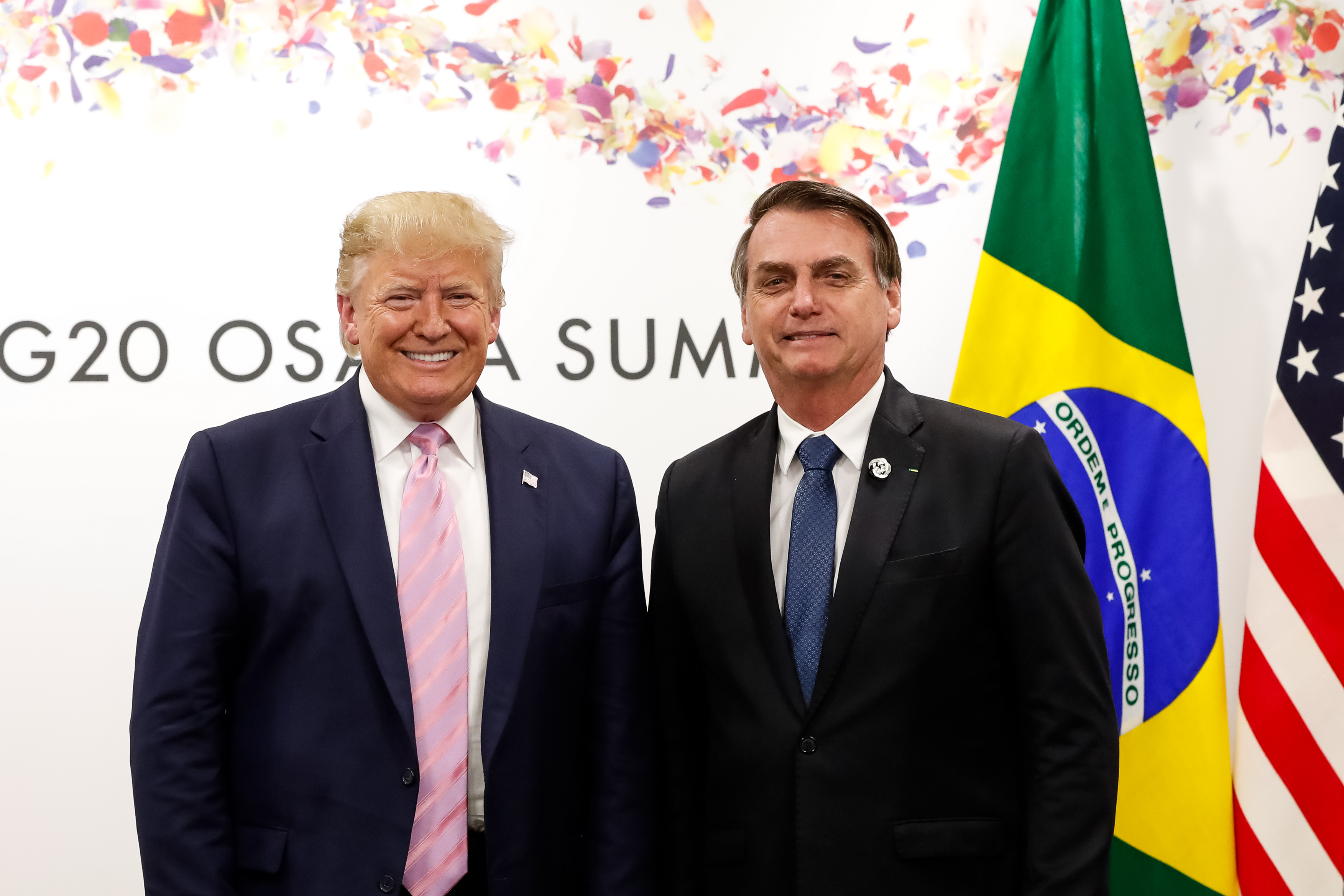
Donald Trump e Jair Bolsonaro durante uma reunião bilateral na cúpula do G20 no Japão.

Por outro lado, Bolsonaro se distanciou do país norte-americano quando o democrata Joe Biden venceu as eleições presidenciais de 2020, as quais Bolsonaro alegou que haveria fraude, sem apresentar provas, e foi um dos últimos presidentes do G20 a cumprimentar o novo presidente eleito. Apesar disso, os Estados Unidos foi o país mais visitado pelo mandatário brasileiro; sete viagens em quatro anos.
Jair Bolsonaro teve diversos conflitos com autoridades de outros países, apesar de encontrá-los pessoalmente e com frequência em reuniões bilaterais e multilaterais pelo mundo. Fez críticas à China, alegando que o país criou propositalmente o vírus causador da pandemia de Covid-19,. além de criticar diversos países europeus como França, Noruega, e Alemanha A crítica aos europeus se deve geralmente à alegação de interferência desses países nos assuntos da Amazônia, o que levou Bolsonaro a criar um movimento nacionalista pró-Amazônia. Essas críticas chegaram inclusive à Santa Sé, quando o então presidente brasileiro alegou que a Igreja Católica havia promovido o Sínodo para Amazônia sem haver uma conversa diplomática prévia com o governo brasileiro a respeito da floresta.
Na América Latina, Bolsonaro teve uma relação calorosa no início de seu governo. Se encontrou com diversos presidentes ideologicamente conservadores, como Mario Abdo Benítez, do Paraguai, Iván Duque, da Colômbia e Mauricio Macri, da Argentina. Entretanto, essa relação esfriou conforme presidentes progressistas foram eleitos na grande maioria dos países vizinhos.

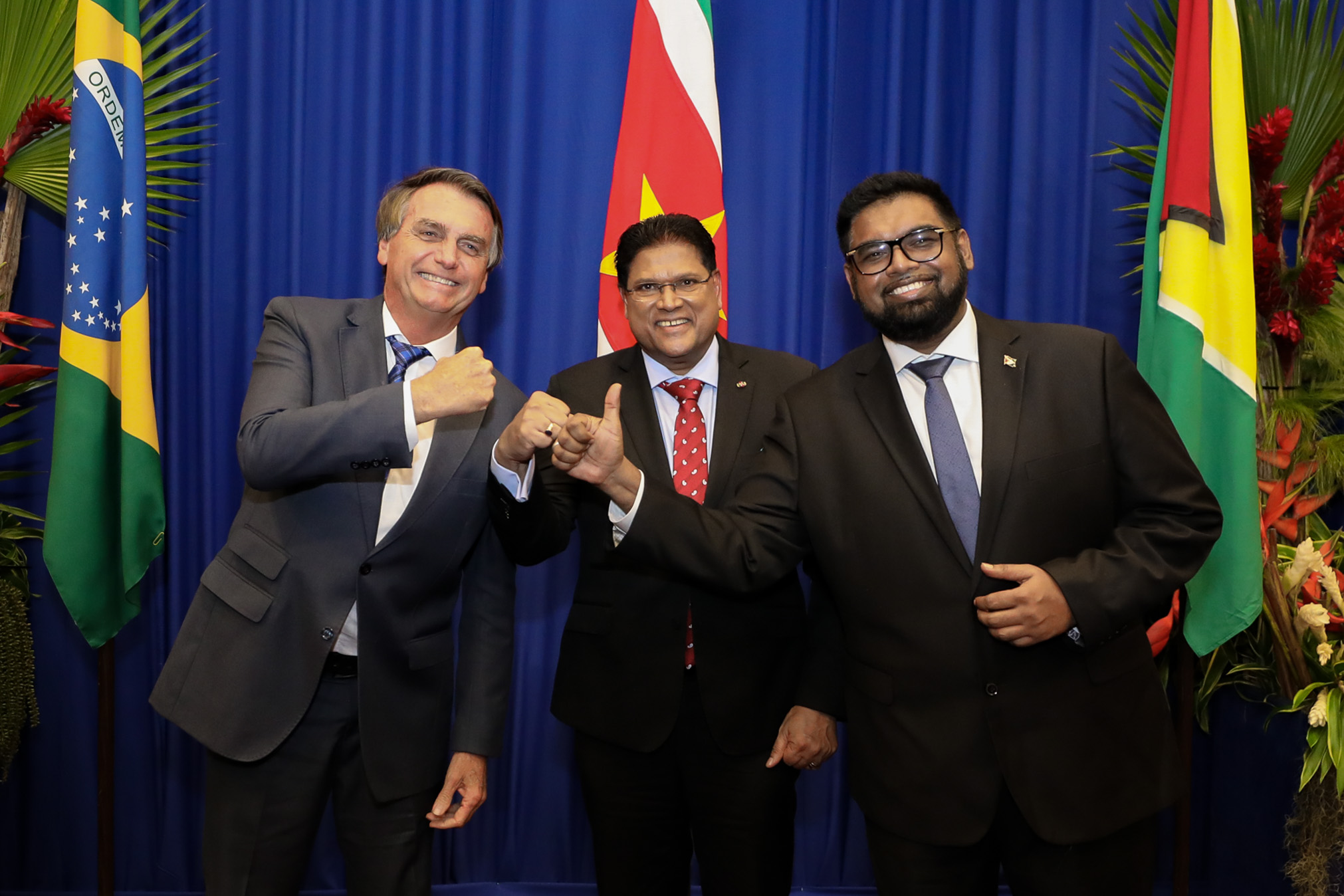
Jair Bolsonaro ao lado dos presidentes do Suriname, Chan Santokhi, e Irfaan Ali, da Guiana, em uma reunião em Paramaribo.

Jair Bolsonaro visitou sete dos onze países sul-americanos (Argentina, Chile, Equador, Guiana, Paraguai, Suriname e Uruguai) e não visitou nenhuma vez a América Central ou o México, além de não comparecer a nenhuma posse presidencial de presidentes de esquerda na região. Geralmente, Bolsonaro enviou o vice-presidente, Hamilton Mourão, para representá-lo.
Nas Nações Unidas, o Brasil votou contra a condenação do embargo dos Estados Unidos à Cuba, quebrando uma tradução histórica de décadas votando favoravelmente. Entretanto, mais ao final do mandato de Bolsonaro, o Brasil votou a adotar uma postura mais modesta e próxima da neutralidade durante à Guerra Russo-Ucraniana.

## Relações por região

### África

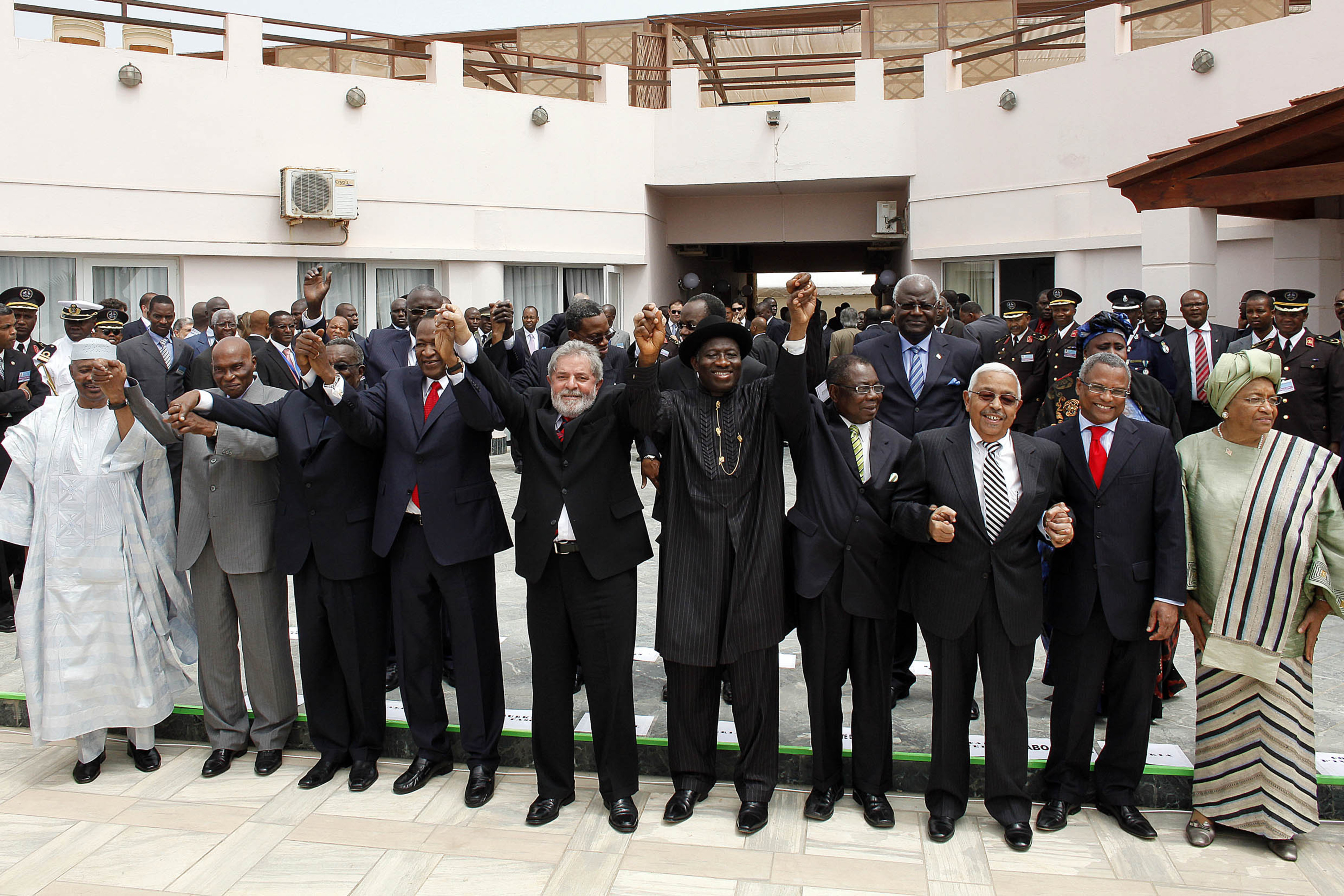
Foto oficial dos participantes da Cúpula Brasil - Comunidade Econômica dos Estados da África Ocidental, em 2010, na Ilha do Sal, Cabo Verde.

As relações entre o Brasil e os países africanos não estão restritas ao campo comercial e econômico, abrangem também laços históricos e culturais, uma vez que sofreram o imperialismo europeu: colonialismo e neocolonialismo. Mais de 60% da ajuda ao desenvolvimento do Brasil vai para a África.
O Brasil integra algumas organizações internacionais juntamente com países africanos. Entre elas, destaca-se a Comunidade dos Países de Língua Portuguesa (CPLP), que reúne, entre outros países lusófonos, o Brasil, Cabo Verde, Angola, Moçambique, Guiné-Bissau e São Tomé e Príncipe. Mais de 80% da ajuda ao desenvolvimento do Brasil para a África vai para os cinco países africanos de língua portuguesa. Além dessa, há a Zona de Paz e Cooperação do Atlântico Sul, integrada por países banhados pelo Oceano Atlântico em sua porção meridional. O Brasil também dá mais ajuda ao desenvolvimento a esses países na costa do Atlântico. A União Latina, semelhante à CPLP, abrange também a Costa do Marfim, Senegal e outros países do mundo de línguas neolatinas.
Apesar das viagens recentes presidenciais brasileiras ao continente, as relações comerciais são pequenas na parcela total de negócios e elas estão concentradas na Nigéria, Angola e África do Sul e nas empresas Vale e a Petrobras.
No campo agrícola, o Brasil tem investido na produção africana através da Empresa Brasileira de Pesquisa Agropecuária (Embrapa) com o objetivo de ter o mercado africano aberto às indústrias brasileiras que atuam na área agrícola, como a maquinaria, agroquímica e de infraestrutura logística. Ajuda ao desenvolvimento brasileiro é concentrado principalmente no sector agrícola na maioria dos países da África Sub-Sahariana.
Projetos de aproximação também são desenvolvidos no campo cultural-acadêmico, um exemplo recente é o Projeto Brasil-África do Instituto de Estudos Brasileiros da Universidade de São Paulo (IEB-USP), que pretende disponibilizar eletronicamente seus textos sobre as relações entre África e Brasil até o fim de 2010. Cerca de metade da ajuda do Brasil para a África é dedicada ao sector da educação, principalmente para o ensino secundário e pós-secundário. No entanto, a maior parte desta ajuda está concentrada nos países de língua portuguesa, membros da CPLP. No resto da África Subsaharaiana, o Brasil gasta mais apoio à agricultura.
Em 27 de abril de 2010, o Brasil e a República Centro-Africana estabeleceram relações diplomáticas. Esse foi o último dos Estados africanos a relacionar-se com o Brasil.

### América Latina

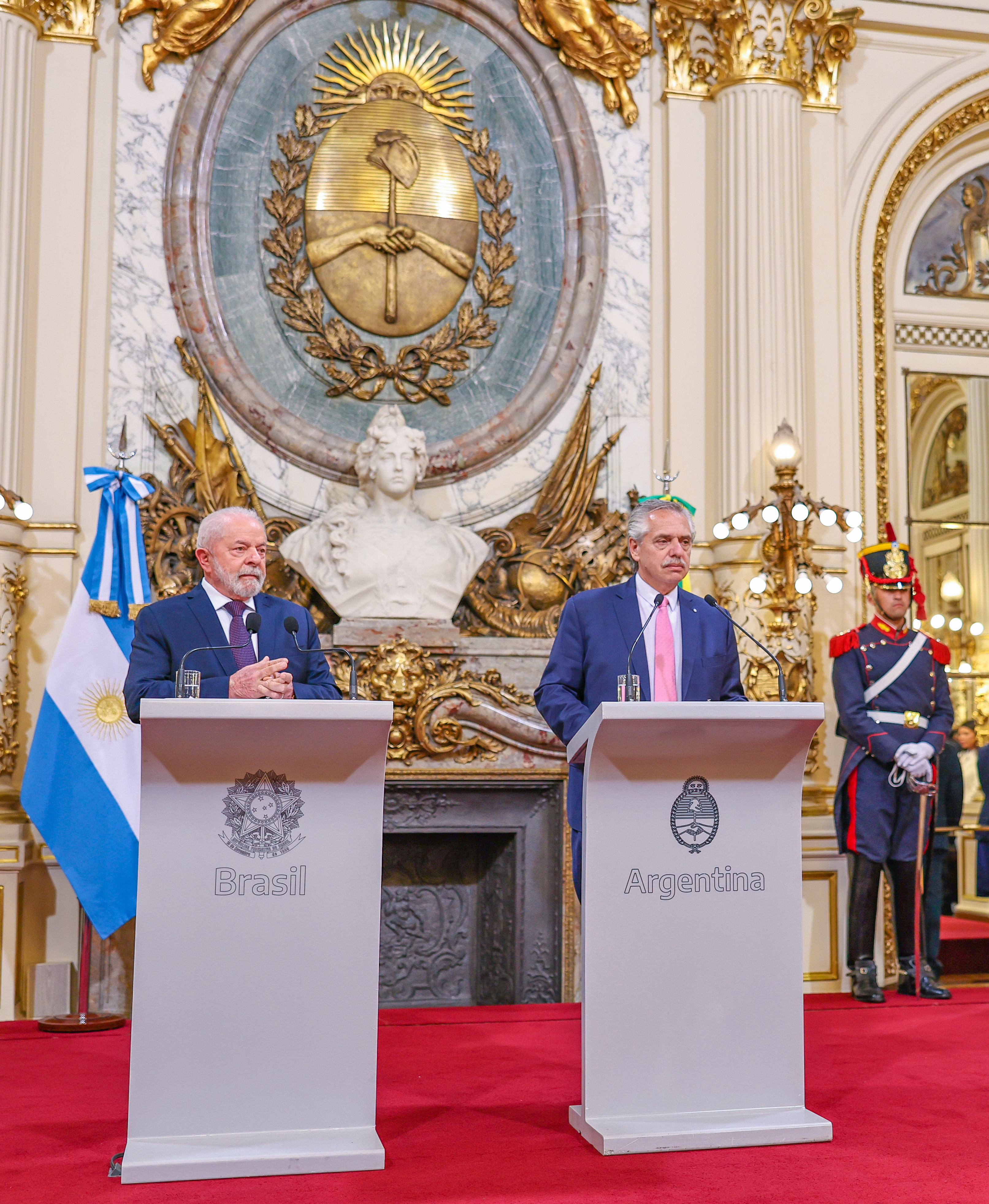
O Presidente do Brasil, Luiz Inácio Lula da Silva e o ex presidente da Argentina, Alberto Fernández, na Casa Rosada (2023).

Durante a última década, o Brasil estabeleceu-se claramente como uma potência regional. O país tem sido tradicionalmente um líder na comunidade interamericana e desempenhou um papel importante nos esforços de segurança coletiva, bem como na cooperação econômica no hemisfério ocidental. A política externa brasileira apóia os esforços de integração econômica e política a fim de reforçar relações duradouras com seus vizinhos. O Brasil é um membro fundador da Organização dos Estados Americanos (OEA) e do Tratado Interamericano de Assistência Recíproca (Tratado do Rio). O país deu prioridade à expansão das relações com seus vizinhos sul-americanos e fortaleceu os organismos regionais, como a Associação Latino-Americana de Integração (ALADI), a União de Nações Sul-Americanas (Unasul) e do Mercado Comum do Sul (Mercosul). Embora a integração seja o objetivo principal dessas organizações, elas também servem como fóruns onde o Brasil pode exercer a sua liderança regional e desenvolver um consenso em torno de suas posições sobre questões regionais e globais. Ao promover a integração através de organizações como o Mercosul e a Unasul, Brasil tem sido capaz de solidificar seu papel como potência regional. Além de consolidar o seu poder na América do Sul, o Brasil tem procurado expandir a sua influência para toda a região, aumentando o seu envolvimento no Caribe e na América Central.
Brasil regularmente oferece créditos de exportação e bolsas universitárias aos seus vizinhos latino-americanos. Nos últimos anos, o Banco Nacional de Desenvolvimento Econômico e Social (BNDES) concedeu US$ 5 bilhões em empréstimos a países da região. O Brasil tem também cada vez mais aumentado a ajuda financeira e assistência técnica a nações latino-americanas. Entre 2005 e 2009, Cuba, Haiti e Honduras foram os três principais beneficiários da ajuda brasileira, recebendo mais de US$ 50 milhões anuais.

## Relações bilaterais

Mapa das missões diplomáticas do Brasil no exterior (2012).
Brasil
Países com embaixadas ou consulados residentes
Embaixadas ou consulados não residentes (cumulativos)

O Brasil tem uma grande rede global de missões diplomáticas e mantém relações diplomáticas com todos os Estados-membros das Nações Unidas, além da Palestina e da Santa Sé. Em 2002, a rede diplomática do Brasil consistia em 150 postos no exterior. Em 2013, são 227, sendo 139 Embaixadas, 54 Consulados-Gerais, 7 Consulados, 11 Vice-Consulados, 13 missões/representações e 3 escritórios no exterior. Além da Secretaria de Estado, em Brasília, há 9 escritórios de representação regional em capitais brasileiras
Relações com Estados que não são membros da ONU:
- Kosovo - o Brasil não reconhece Kosovo como um Estado independente e anunciou que não tem planos de fazê-lo sem que haja um acordo com a Sérvia.[39]
- Taiwan - o Brasil não reconhece a República da China (Taiwan), embora mantenha um escritório especial em Taipei.[40]

| País             | Início das relações formais | Notas |
| ---------------- | --------------------------- | --- |
| África do Sul    |                             | Ver Relações entre Brasil e África do Sul As relações entre o Brasil e a África do Sul têm sido tradicionalmente próximas. O Brasil tem prestado assistência militar à África do Sul na forma de treinamento de guerra e logística. As relações bilaterais entre os países aumentaram recentemente, como resultado da política externa Sul-Sul do Brasil, destinada a reforçar a integração entre as principais potências do mundo em desenvolvimento. A África do Sul faz parte do Fórum de Diálogo IBAS, ao lado de Brasil e Índia. |
| Angola           | 11 de novembro de 1975      | Ver Relações entre Brasil e Angola Em novembro de 2007, "o comércio entre os dois países está crescendo como nunca antes." Angola é um dos países africanos que recebem mais ajuda para o desenvolvimento do Brasil, só superado por outros quatro países africanos de língua portuguesa. |
| Argentina        |                             | Ver Relações entre Brasil e Argentina Após a democratização, uma forte integração e parceria começou entre os dois países. Em 1985, eles assinaram a base para o Mercado Comum do Sul (Mercosul), um acordo comercial regional. No campo da ciência, os dois gigantes regionais eram desde os anos 1950, quando lançaram seus respectivos programas nuclear e espacial, no entanto, vários acordos foram assinados desde então, como a criação da Agência Brasileiro-Argentina de Contabilidade e Controle de Materiais Nucleares (ABACC) para verificar as promessas de ambos os países a utilizar a energia nuclear apenas para fins pacíficos. As agências espaciais nacionais CONAE e AEB também começaram a trabalhar juntas desde os anos 1990. Em 2011, A decisão do Brasil em impedir que um navio da Marinha Real Britânica aportasse no Rio de Janeiro foi vista como um apoio à Argentina sobre a disputa das Ilhas Malvinas. Também no aspecto militar, houve uma maior aproximação entre as duas nações. De acordo com a política de amizade, os dois exércitos dissolveram ou moveram grandes unidades anteriormente localizadas na sua fronteira comum. Os soldados brasileiros foram incorporados ao contingente de paz da Argentina, o UNFICYP no Chipre, e eles estão trabalhando juntos na MINUSTAH no Haiti e, como outro exemplo de colaboração, os aviões da Marinha Argentina rotineiramente operam a partir do porta-aviões da Marinha Brasileira, o NAe São Paulo. |
| Armênia          |                             | Ver Relações entre Armênia e Brasil |
| Austrália        |                             | Ver Relações entre Brasil e Austrália O Brasil tem uma embaixada em Canberra e um consulado-geral em Sydney. A Austrália tem uma embaixada em Brasília e consulados em São Paulo e Rio de Janeiro. |
| Barbados         | 26 de novembro de 1971      | Brasil tem uma embaixada em Hastings, Christ Church. Barbados tem uma embaixada em Brasília. |
| Bolívia          |                             | Ver Relações entre Bolívia e Brasil |
| Canadá           | 1941                        | Ver Relações entre Brasil e Canadá As relações entre Brasil e Canadá têm sido cordiais, mas relativamente limitadas, embora a relação entre os dois países tenha evoluindo gradualmente ao longo do tempo. O Canadá tem uma embaixada em Brasília e consulados em São Paulo, Rio de Janeiro e Belo Horizonte. O Brasil tem uma embaixada em Ottawa e consulados em Toronto, Montreal e Vancouver. |
| Chile            |                             | Ver Relações entre Brasil e Chile Chile e Brasil têm agido como mediadores inúmeras vezes em conflitos internacionais, como no impasse diplomático de 1914 entre os Estados Unidos e México, evitando um possível estado de guerra entre os dois países. Mais recentemente, desde o Golpe de Estado no Haiti de 2004, Chile e Brasil têm participado ativamente na Missão das Nações Unidas para a estabilização no Haiti, que é liderada pelo Exército Brasileiro. Eles também são duas das três economias mais importantes da América do Sul, juntamente com a Argentina. |
| China            | 15 de agosto de 1974        | Ver Relações entre Brasil e China |
| Cuba             |                             | As relações entre Brasil e Cuba foram classificadas como "excelentes" em maio de 2008, após uma reunião de ministros das relações exteriores. Durante a visita de Estado à Cuba feita pelo ex-presidente do Brasil, Lula da Silva, em janeiro de 2008, o líder brasileiro expressou de que seu país seja o "parceiro número um" de Cuba. O comércio bilateral cresceu 58% entre abril de 2007 e abril de 2008. |
| República Tcheca |                             | Imigração tcheca no Brasil |
| Dinamarca        | 1828                        | O Brasil tem uma embaixada em Copenhagen e a Dinamarca tem uma embaixada em Brasília e consulados-gerais em São Paulo e Rio de Janeiro. |
| Espanha          | 13 de dezembro de 1834      | Apesar das semelhanças culturais entre os dois países, as relações diplomáticas entre Brasília e Madrid nem sempre foram excelentes. A principal razão para isso foram as críticas do Brasil ao pouco esforço do governo espanhol em atender às crises de vistos envolvendo refugiados políticos do Haiti e da República Dominicana. |
| Estados Unidos   | 26 de maio de 1824          | Ver Relações entre Brasil e Estados Unidos As relações entre Brasil e Estados Unidos têm um longo histórico, marcado por alguns momentos de notável convergência de interesses, mas também por divergências esporádicas e críticas sobre questões internacionais sensíveis. Os Estados Unidos têm cada vez mais considerado o Brasil como uma potência significativa, especialmente no seu papel como uma força estabilizadora e como hábil interlocutor na América Latina. Como um poder político e econômico significativo, o Brasil tem tradicionalmente preferido cooperar com os Estados Unidos sobre questões específicas em vez de buscar desenvolver uma abrangente relação privilegiada com o país. |
| Filipinas        | 1946                        | Em junho de 2009, o Brasil e as Filipinas assinaram acordos de cooperação mútua nas áreas de bio-energia e agricultura. As Filipinas e o Brasil assinaram seis memorandos de entendimento e acordo sobre desenvolvimento e produção de energias renováveis e cooperação agrícola. |
| Finlândia        | 8 de abril de 1929          | O Brasil reconheceu a independência da Finlândia em 26 de dezembro de 1919. Há uma embaixada brasileira em Helsinque. A Finlândia tem uma embaixada em Brasília, consulados-gerais honorários no Rio de Janeiro e em São Paulo e outros consulados honorários Belém, Belo Horizonte, Curitiba, Fortaleza, Manaus, Porto Alegre, Recife, Salvador e Vitória. |
| França           | 25 de outubro de 1825       | Ver Relações entre Brasil e França A França reconheceu o Brasil como seu parceiro especial na América do Sul e como um ator global nos assuntos internacionais. Os dois países estão empenhados em reforçar a sua cooperação bilateral nas áreas para as quais grupos de trabalho foram criados: energia nuclear, energias renováveis, tecnologias de defesa, inovação tecnológica, cooperação conjunta em países africanos e tecnologias espaciais, medicamentos e meio ambiente. Recentemente, a França anunciou o seu apoio à tentativa brasileira de ter um assento permanente no Conselho de Segurança das Nações Unidas. |
| Grécia           |                             | Os dois países têm desfrutado de "relações bilaterais que sempre foram boas e que estão progredindo sem problemas", segundo o Ministério das Relações Exteriores da Grécia. Além de uma embaixada em Brasília, a Grécia tem dois consulados-gerais (São Paulo e Rio de Janeiro) e quatro consulados honorários no país. O Brasil tem uma embaixada em Atenas. |
| Guiana           |                             | Ver Relações entre Brasil e Guiana As relações entre o Brasil e a Guiana têm sido tradicionalmente próximas. O Brasil tem prestado assistência militar à Guiana, sob a forma de treinamento de guerra e logística. As relações bilaterais entre os países aumentaram recentemente, como resultado da política externa Sul-Sul do Brasil, destinada a fortalecer a integração sul-americana. |
| Honduras         |                             | Ver Relações entre Brasil e Honduras |
| Hungria          |                             | A Hungria tem uma embaixada em Brasília e um consulado-geral em São Paulo. O Brasil tem uma embaixada em Budapeste. Os dois países assinaram o Acordo Cultural Brasil-Hungria em 1992. |
| Índia            | 1948                        | Ver Relações entre Brasil e Índia Os dois países compartilham percepções semelhantes sobre temas de interesse para países em desenvolvimento e têm cooperado no nível multilateral em questões como comércio internacional e desenvolvimento, meio ambiente, reforma da ONU e a ampliação do Conselho de Segurança. |
| Itália           | 1861                        | Desde a criação do Estado italiano, em 1861, três fases marcaram as relações com o Brasil: encontro humano em decorrência da imigração de massa ao termo do século XIX, entendimento e divergência no entreguerras e a moderna cooperação econômica desde 1949. Na era da globalização, de 1990 aos dias atuais, as relações entre Brasil e Itália evidenciam descompasso inverso: certo declínio italiano ao lado da ascensão brasileira.O passado se prolonga, contudo, seja na presença dos empreendimentos italianos ou na influência étnica e cultural. |
| Irão             | 1903                        | Ver Relações entre Brasil e Irã |
| Iraque           | 1º de dezembro de 1967      | O Brasil mantém uma embaixada em Bagdá e o Iraque mantém uma embaixada em Brasília. Ambos os países são membros plenos Grupo dos 77. O Brasil foi o primeiro país latino-americano a reabrir sua embaixada no Iraque desde a Guerra do Golfo, em 1991. |
| Israel           | 7 de março de 1949          | Ver Relações entre Brasil e Israel O Brasil possui uma grande comunidade libanesa e judaica. Israel tem uma embaixada em Brasília e o Brasil tem uma embaixada em Tel Aviv. O governo brasileiro reconheceu Israel em 1949, mas a primeira embaixada israelense foi aberta em 1955 no Rio de Janeiro, então capital do Brasil, sendo David Shaltiel o primeiro embaixador. |
| Jamaica          | 14 de outubro de 1962       | Ambos os países são membros plenos do Grupo dos 15. |
| Japão            | 1895                        | Ver Relações entre Brasil e Japão, Nipo-brasileiro, Decasségui |
| Malásia          |                             | A Malásia tem uma embaixada em Brasília, enquanto o Brasil tem uma embaixada em Kuala Lumpur. Ambos os países são membros plenos do Grupo dos 77. |
| México           | 9 de março de 1825          | Brasília e Cidade do México possuem relações amigáveis. Em 1914, o Brasil e os outros países ABC se encontraram nas Cataratas do Niágara, no Canadá, para impedir o início de uma guerra entre México e Estados Unidos. O encontro foi bem-sucedido. No entanto, quando o Brasil entrou na Primeira Guerra Mundial, o México se manteve neutro. |
| Nigéria          |                             | Ver Relações entre Brasil e Nigéria As relações bilaterais entre a Nigéria eo Brasil se concentram principalmente no comércio e na cultura. Brasil e Nigéria, durante séculos, têm tido uma forte relação cultural (muitos afro-brasileiros têm sua ascendência na Nigéria) e comercial. |
| Noruega          | 1905                        | |
| Palestina        | 1975                        | Ver Relações entre Brasil e Palestina |
| Paquistão        |                             | Ver Relações entre Brasil e Paquistão As relações entre Brasil e Paquistão são caracterizadas como de amizade e cooperação. O Brasil mantém uma embaixada em Islamabad e o Paquistão mantém uma embaixada em Brasília. Em 2008, o Brasil aprovou a venda de 100 mísseis anti-radiação MAR-1 para o Paquistão, apesar da pressão da Índia para que o Brasil não fizesse isso. |
| Paraguai         |                             | Ver Relações entre Brasil e Paraguai, Guerra do Paraguai As relações entre o Brasil e o Paraguai melhoraram muito após a decisão governo brasileiro, durante a gestão do presidente Lula em 2009, de triplicar os pagamentos ao Paraguai pela energia vinda da Usina Hidrelétrica de Itaipu, pondo fim a uma longa disputa. Segundo o acordo, o Brasil vai pagar ao Paraguai US$ 360 milhões anualmente pela energia da usina de Itaipu. O presidente brasileiro Luiz Inácio Lula da Silva chamou o acordo de "histórico" e que foi uma vitória política para o presidente paraguaio, Fernando Lugo. |
| Peru             |                             | Ver Relações entre Brasil e Peru |
| Polónia          |                             | Ver Relações entre Brasil e Polônia A Polônia tem uma embaixada em Brasília e consulados em Curitiba e São Paulo. O Brasil tem uma embaixada em Varsóvia. 1% da população brasileira é formada por polaco-brasileiros. |
| Portugal         | 29 de agosto de 1825        | Ver Relações entre Brasil e Portugal Portugal e Brasil têm inúmeros acordos bilaterais em áreas como cultura, idioma, pesquisa e desenvolvimento, imigração, defesa, turismo, meio ambiente, economia, entre outras. Os dois países realizam cúpulas regulares para discutir acordos bilaterais e multilaterais e temas atuais (a última na Bahia em 2008 e uma anterior no Porto em 2005). Um tema bastante polêmico foi a reforma ortográfica que visa homogeneizar a ortografia nos países lusófonos. Ambos os países compartilham uma herança comum e estão empenhados na sua preservação, seja através de acordos bilaterais ou envolvendo outras nações, como no âmbito da Comunidade dos Países de Língua Portuguesa (CPLP). Ambos os países fazem lobby dentro da ONU para tornar o português uma das línguas oficiais da organização. Portugal tem também pressionado para que o Brasil se torne um membro permanente do Conselho de Segurança da ONU. Portugal acolheu a primeira cúpula UE-Brasil em 2007. |
| Rússia           | 14 de janeiro de 1828       | Ver Relações entre Brasil e Rússia As relações entre o Brasil e a Rússia têm melhorado significativamente nos últimos anos, caracterizadas por crescentes trocas comerciais e pela cooperação em tecnologia militar e outros segmentos tecnológicos. Hoje, o Brasil compartilha uma importante aliança com a Federação Russa, com parcerias em áreas como tecnologia espacial, militar e de telecomunicações. |
| Timor-Leste      |                             | Ver Relações entre Brasil e Timor-Leste. |
| Turquia          |                             | Ver Relações entre Brasil e Turquia Brasil tem uma embaixada em Ancara e a Turquia tem uma embaixada em Brasília. |
| Uruguai          | 30 de agosto de 1828        | Ver Relações entre Brasil e Uruguai Brasil e Uruguai são países vizinhos que compartilham fortes laços históricos, culturais e geográficos. A singularidade da relação bilateral entre os dois países tem origem na forte ligação histórica marcada por eventos importantes, tais como o estabelecimento da Colônia do Sacramento em 1680, a anexação pelo Brasil e a subsequente criação da Província Cisplatina em 1815, e a independência do Uruguai do domínio brasileiro em 1828. |
| Venezuela        |                             | Ver Relações entre Brasil e Venezuela |
| Vietname         | 8 de maio de 1989           | O Vietnã estabeleceu um consulado-geral em São Paulo em 1998 e atualizado para o estatuto para embaixada em 2000. A embaixada do Brasil em Hanói foi inaugurada em 1994, sendo o primeiro país da América Latina a abrir uma embaixada na cidade. Os presidentes vietnamitas Le Duc Anh e Trần Đức Lương visitaram o Brasil em outubro de 1995 e novembro de 2004, respectivamente. |

## Relações multilaterais

Participação do Brasil no diagrama das organizações intergovernamentais de integração sul-americana.

Alguns tratados, fóruns e organizações internacionais nos quais o Brasil está presente (ou esteve):
- Organização das Nações Unidas (ONU)[66]
- Organização dos Estados Americanos (OEA)[66]
- Organização do Tratado de Cooperação Amazônica (OTCA)
- Associação Latino-Americana de Integração (ALADI)
- Mercado Comum do Sul (Mercosul)
- Organização Mundial do Comércio (OMC)[67]
- Comunidade dos Países de Língua Portuguesa (CPLP)[66]
- Grupo dos 20 países industrializados (G20)
- Grupo dos 20 países em desenvolvimento (G20)[66]
- Fórum de Diálogo Índia-Brasil-África do Sul (IBAS)[66]
- Foro de Cooperação América Latina - Ásia do Leste (FOCALAL)[66]
- Cúpula das Américas[66]
- Conferência Ibero-Americana[66]
- Grupo do Rio[66]
- Cúpula América do Sul - Países Árabes[66]
- Zona de Paz e Cooperação do Atlântico Sul[66]
- Sistema Econômico Latino-Americano (SELA)[66] e Conselho Latino-Americano (CLA)
- Parlatino
- Grupo dos Oito + 5 (G8+5)
- G4
- BRICS
- Cúpula entre Chefes de Estado e de Governo da América Latina e Caribe e da União Europeia[66]
- G5
- Grupo de Cairns
- Tratado Interamericano de Assistência Recíproca (TIAR)
- União Latina
- Pacto do ABC
- Comunidade de Estados Latino-Americanos e Caribenhos
- UNASUL